# (15683) 1981 EX25
A (15683) 1981 EX25 a Naprendszer kisbolygóövében található aszteroida. Schelte J. Bus fedezte fel 1981. március 2-án.